# 程廷桂
程廷桂（1796年—1868年），字芳仲，號楞香，江蘇蘇州府吳縣人，清朝政治人物。

## 生平
先祖來自徽州府休寧縣篁墩，嘉靖年間程暘（號靜軒，1497-？）自休寧縣蓀溪徙居吳縣。曾祖程翰（1685-1770），祖父程瑚為程翰長子，父程濤。叔父程瀾（號衡齋，1771-1856）有子程廷桓（號臥雲，1805-1882）以創辦銀樓錢莊著稱。叔祖父程璉為程翰次子，其曾孫程桂（號蟾香，1805-1888）創設恆孚銀樓。
程廷桂是道光五年（1825年）乙酉科江南鄉試第四十五名舉人，六年（1826年）丙戌科二甲第三十三名進士。授刑部主事，十一年（1831年）十二月入直軍機處，十四年（1834年）丁父憂，服闋，十六年（1836年）起復原職，升太僕寺少卿，二十五年（1845年）升通政使司通政使，二十九年（1849年）任都察院左副都御史，咸豐二年（1852年）以母老歸養，六年（1856年）起復原職，八年（1858年）任順天鄉試副考官，因其子受賄，捲入戊午科場案，謫戍邊，其子棄市。程廷桂多年後獲赦歸里，賜七品京官銜，任蘇州紫陽書院山長。程廷桂次子程秀為同治十三年（1874年）甲戌科進士。